# Duna
A Duna (németül: Donau, latinul: Danubius, szlovákul: Dunaj, románul: Dunărea) Európa második leghosszabb folyója az oroszországi Volga után. Németországban, a Fekete-erdőben ered két kis patak, a Breg és a Brigach összefolyásával Donaueschingennél, és innen délkeleti irányban 2850 kilométert tesz meg a Fekete-tengerig. Magyarország egész területe e folyam vízgyűjtőjén terül el, itteni főágának hossza 417 km, ezért az ország vízrajzának meghatározó alkotóeleme.
Kialakulása a pliocén korban kezdődött el. A pliocén végén jutott el a Duna a Kisalföldig, ekkor a mai nyugat–kelet irány helyett észak–dél irányban folyt itt. Csak a pleisztocén korban alakult ki a kisalföldi szakasza. Legfiatalabb része a Dobrudzsa nyugati oldalán található dél–észak irányú folyása, amely pusztán a pleisztocén kor végén jött létre.
Napjainkban fontos nemzetközi hajóút. A németországi Majna–Duna-csatorna 1992-es megépítése óta részét képezi annak a 3500 km-es transzeurópai vízi útnak, amely az Északi-tenger melletti Rotterdamtól a Fekete-tenger melletti Sulináig ér. A Dunán szállított áruk össztömege 1987-ben elérte a 100 millió tonnát.
A Duna a világ „legnemzetközibb” folyama, amely tíz országon halad keresztül (Németország, Ausztria, Szlovákia, Magyarország, Horvátország, Szerbia, Bulgária, Románia, Moldova és Ukrajna), vízgyűjtő területe pedig további hét országot érint. Több jelentős település is emelkedik a partjain, köztük négy jelenlegi főváros: Bécs, Pozsony, Budapest és Belgrád. A térség kulturális öröksége és természeti adottságai sok turistát vonzanak.

## Neve

A Haditengerészeti emlékmű avatóünnepsége a budai Duna-parton, 1937. október 10-én

A Duna neve az elfogadott álláspont szerint a protoindoeurópai nyelv *dānu szavából ered. E kifejezés tartalma a nyelvészek szerint folyó, folyóvíz stb. Az oszét nyelv don szava ugyanezt jelenti. Ismert legkorábbi nevei: Danubius, Danuvius, illetve Donav, Dunav.
Abajev vélekedése szerint a görögös Danoubios szó nem más, mint a szkíta *dānu (folyó) kifejezés bővített változata, „kiterjesztése”. A jeles nyelvész mindazonáltal nem részletezi, mi lehet, illetve mit jelenthet a szóban forgó görögös kifejezés bővítménye.
Isztrosz (Ἴστρος) – latinosan Ister – az Al-Duna egyik ókori elnevezése volt. A nyelvészek egyike-másika e nevet – mivel elsőként görög forrásokban bukkan fel – az ógörög nyelvből vezeti le. Mások ellenben kelta eredetűnek tartják, megint mások pedig a trákok nyelvét tartják forrásának.
A leginkább elfogadott nézet szerint az Isztrosz név a feltételezett, gyors, fürge jelentésű ős-indoeurópai *heisr- gyökre vezethető vissza. A bajor Isar, a cseh Jizera, a francia Isère, valamint az olasz Isarco folyó neve vélhetően ugyanezen gyök származéka. E rokonsági körbe tartozik még a szláv eredetű Bisztra, Beszterce folyónév is.
Az Al-Duna másik ókori neve a trákok és a frígek nyelvén – görög köntösben – Matoasz (Ματόας). Görög források – Dionüsziosz o Periegetesz és Sztephanosz Büzantiosz – jelentését is megadják: iszapos (ἄσιος). Kretschmer ennek ellenére – egy kézirat eltérően lebetűzött szavára hivatkozva – a szerencsés (αἴσιος) értelmezés mellett kardoskodik.
A Duna elnevezése különböző nyelveken: bolgár nyelven Дунав (Dunav), horvátul szintén Dunav, latin nyelven Danubius vagy Danuvius, németül Donau, románul Dunărea, szerbül megintcsak Дунав (Dunav), szlovákul Dunaj, szlovén nyelven Donava, ukrán nyelven Дунáй (Dunáj, Dunay), mai görög nyelven Δούναβης (Dunávisz).

## Történelmi szerepe
A Duna Európa különböző tájain folyik keresztül, ahol a történelem folyamán igen különböző népek éltek, mégis alapvetően meghatározta és hasonlóvá tette e népek történetét, mivel táplálékforrásként, kereskedelmi útvonalként, illetve természetes akadályként funkcionál.
Környékén kis számú neandervölgyi embertől származó leletet találni. Azonban a partmenti vidékének általános benépesedése csak a felső paleolitikumban, az aurignaci kultúra folyamán történt meg. Él az a feltevés, hogy ezek a népek a Duna mentén vándoroltak dél-franciaországi, későbbi lakhelyükhöz. Az újkőkorszakban a Duna közvetítő szerepe is fokozatosan nőtt. Alsó szakaszán a földművelés az i. e. 6. évezredben jelent meg, a felső szakaszához gyorsan, az i. e. 5. évezredre elterjedtek a termelés technikái. Később több kultúra innen terjedt Észak-, kisebb részben Nyugat-Európa felé. A bronzkorban a nagyrévi, a vaskorban a hallstatti kultúra elterjedése mind-mind a Dunához köthető. A fémművelés korai elterjedésének nagyban kedvezett a partkörnyéki hegyek magas érctartalma. A primitív cserekereskedelem is hamar kialakult a folyam környékén, később ehhez szárazföldi utak is csatlakoztak.

### Ókor
A mediterrán világban az i. e. 4. századtól egészen Augustus koráig tartotta magát a Duna bifurkációjának gondolata, azaz hogy a folyam két ágra oszlik és az egyik az Adriai-tengerbe, a másik a Fekete-tengerbe ömlik.
Az ókori görögök számára is hamar fontos kereskedelmi út lett az akkori nevén: Istros, elsősorban alsó szakasza. A Duna-delta környékén az i. e. 8. században jelentek meg az első gyarmatosítók és alapítottak városokat. Mondák alapján az i. e. 7. században, a Fekete-tenger irányából egészen a Vaskapuig felvitorláztak, ahol nem kockáztatták a sziklás, erős sodrású szakaszon való továbbhaladást, és visszafordultak. A későbbiekben a trákok foglalták el ezt a szakaszt, a görögöktől elvágva a kereskedelem lehetőségét. Közben a felső részén nagyban elterjedt a La Tène-kultúra.

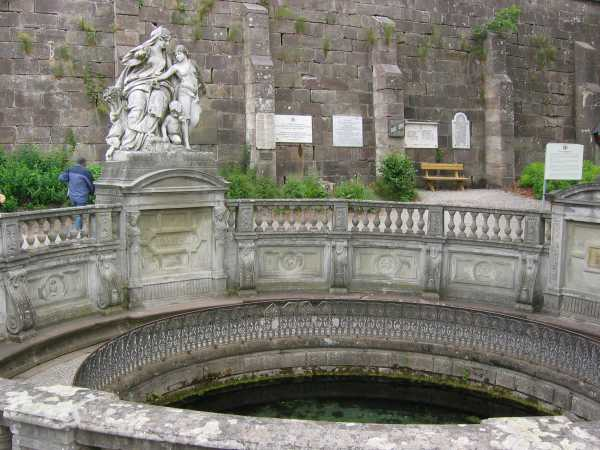
A Duna szimbolikus forrása a Donaueschingenben

A rómaiak i. e. 29 és 10 között foglalták el a Duna jobb partját. A későbbiekben a folyam (legfelső szakaszát leszámítva) részét képezte a Birodalom természetes határának, amely körül erődök és hadivárosok jöttek létre, a barbár népek ellen való védekezés céljából. Ilyen jelentős erődvárosok voltak Castra Regina (Regensburg), Lauriacum (Linz), Vindobona (Bécs), Aquincum (Budapest), Singidunum (Belgrád) és Novae (Rusze). Az első hidakat is a rómaiak építették a Dunán, a hídfők romjai a folyón több helyen is fellelhetők. 106-ban Szörényvárnál a Dunán átkelve Dacia provinciát is elfoglalták a rómaiak, ahol értékes aranybányákat találtak, ám mivel a terület természetes határral nem rendelkezett, védelme nehézkes volt, így 271-ben a gótok foglalhatták el.
A Duna a Római Birodalom kereskedelmében is fontos szerepet töltött be. A part környéki provinciák, elsősorban Pannónia, így komoly jelentőségre tettek szert, egyre nagyobb befolyást gyakoroltak a római politikára.

### Középkor
A népvándorlás korában a Duna bal partján több nomád nép váltotta egymást, jobb partján viszont nagyrészt megmaradtak a korábbi római települések, amelyeket néha kiraboltak, illetve adóztattak a keletről jövő hunok, keleti- és nyugati gótok, longobárdok, bolgárok és avarok. A 9. században, a népvándorlás utolsó hullámában a magyarok érkeztek a Duna medencéjébe, s kalandozásaikkal a környékbeli települések sokaságát sújtották.
1000 körül a Duna környékén három új államalakulat: Csehország, Magyarország és Bulgária jött létre. A Német-római Császárság területén pedig egyre nagyobb szerephez jutottak a határ menti területek, azok közül is leginkább az Osztrák Hercegség. A létrejövő államokat a környező nagyhatalmak (Német-római Császárság és Bizánci Birodalom) nem nézték jó szemmel, és megpróbálták elfoglalni, s ez Magyarország kivételével sikerült is. A 11. század közepére a Duna környékének államszervezetei nagyrészt stabilizálódtak, a felső szakasz a Német-római Birodalom, a középső szakasz a Magyar Királyság, az alsó szakasz a Bizánci Birodalom fennhatósága alá került.
1096 és 1099 között a Duna mentén Regensburgtól Belgrádig, leszámítva a magyar szakaszt, folyt az első keresztes háború, amelyet még további kettő követett: 1147–1149 és 1189–1192 között. A Duna Belgrádtól északra lévő részének hadiút szerepét a 13. századtól a távolsági kereskedelmi út szerepe váltotta fel, ezen jelentősek voltak a Fugger család Erdélyből induló aranyszállítmányai. A kereskedelem élénkültével újból lendületet kapott a városiasodás: Buda, Pozsony, Bécs, Linz ebben az időben jelentős fejlődésen esett át. A Duna környékének forgalmát kicsit csillapította, hogy 1335-ben a visegrádi királytalálkozón Bécs elkerülésével húzták meg a cseh–magyar kereskedelmi útvonalat.

### Törökök

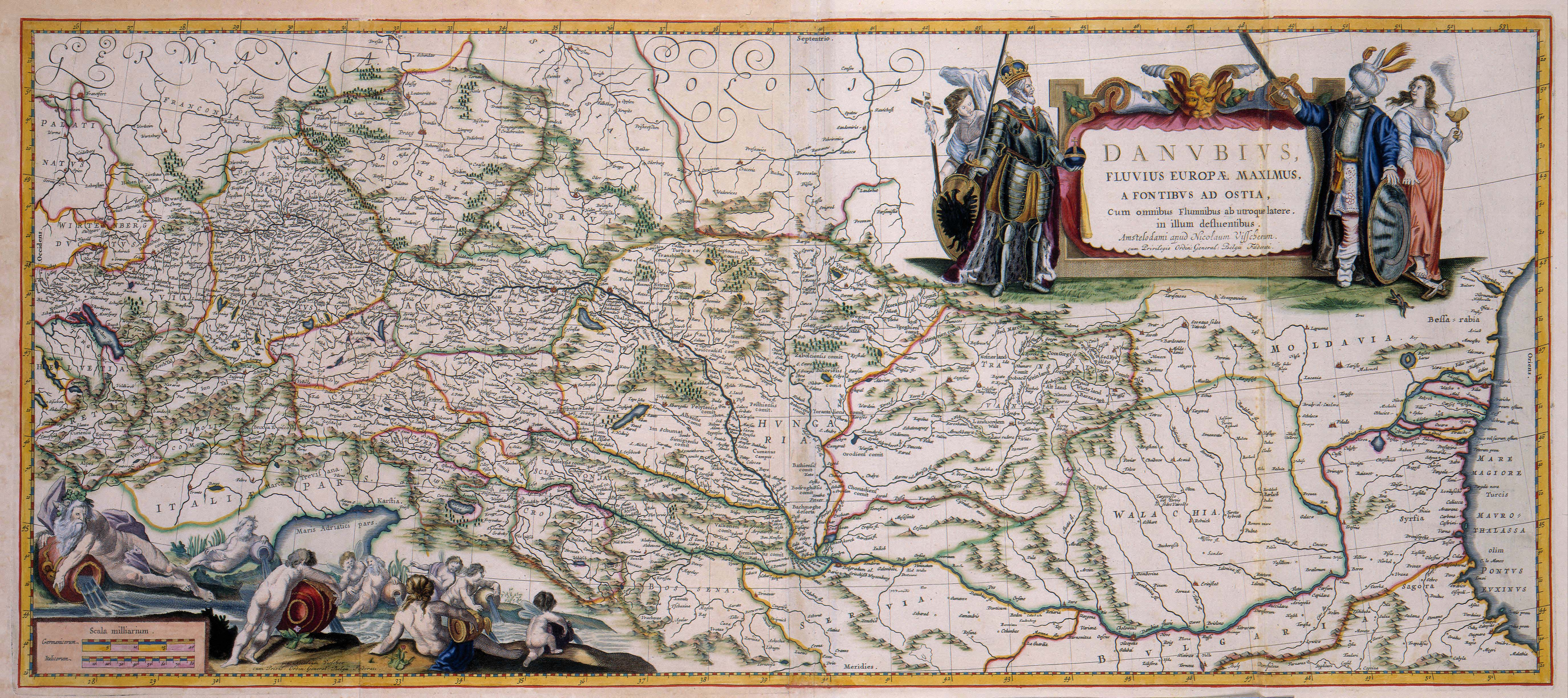
Willem Jansz. Blaeu térképkészítő 17. századi térképe a Duna folyóról

Míg a felső szakaszon az élet egyre inkább pezsgésnek indult, az alsó vidékeken az oszmán törökök kezdtek portyázni. Az oszmánok ellen több hadjáratot is indítottak a magyar királyok. Az első ilyen csatát Zsigmond vívta 1396-ban, majd Hunyadi János jutott el a Duna mentén egészen Várnáig a hosszú hadjárat során. Ám a törökök lényegében folyamatosan hatoltak a Dunán felfelé: 1451-ben Szendrőt, 1456-ban, majd 1521-ben Nándorfehérvárt, 1526-ban Budát, 1529-ben Bécset ostromolták meg. Birodalmuk a 16. század közepére egészen Esztergomig terjedt ki. Az általuk megszállt és kipusztított területek és a nyugati országok közötti kereskedelem nagyrészt megszűnt, ám mindez nem volt igaz a Duna mentén, ahova a leigázott vidékek keresztény kulturális élete koncentrálódott.
A 17. század végén indult meg a török ellenőrzés alatt lévő területek visszafoglalása, amely elsőként a magyar Duna környék reokkupációját jelentette. Erre az időszakra jellemző, hogy a felszabadult Duna mentét – a kiirtott magyarság után – délszlávok népesítették be. Az oszmán fennhatóság megszűnése egyet jelentett a dunai hajózás jelentős fellendülésével is.

### Újkor

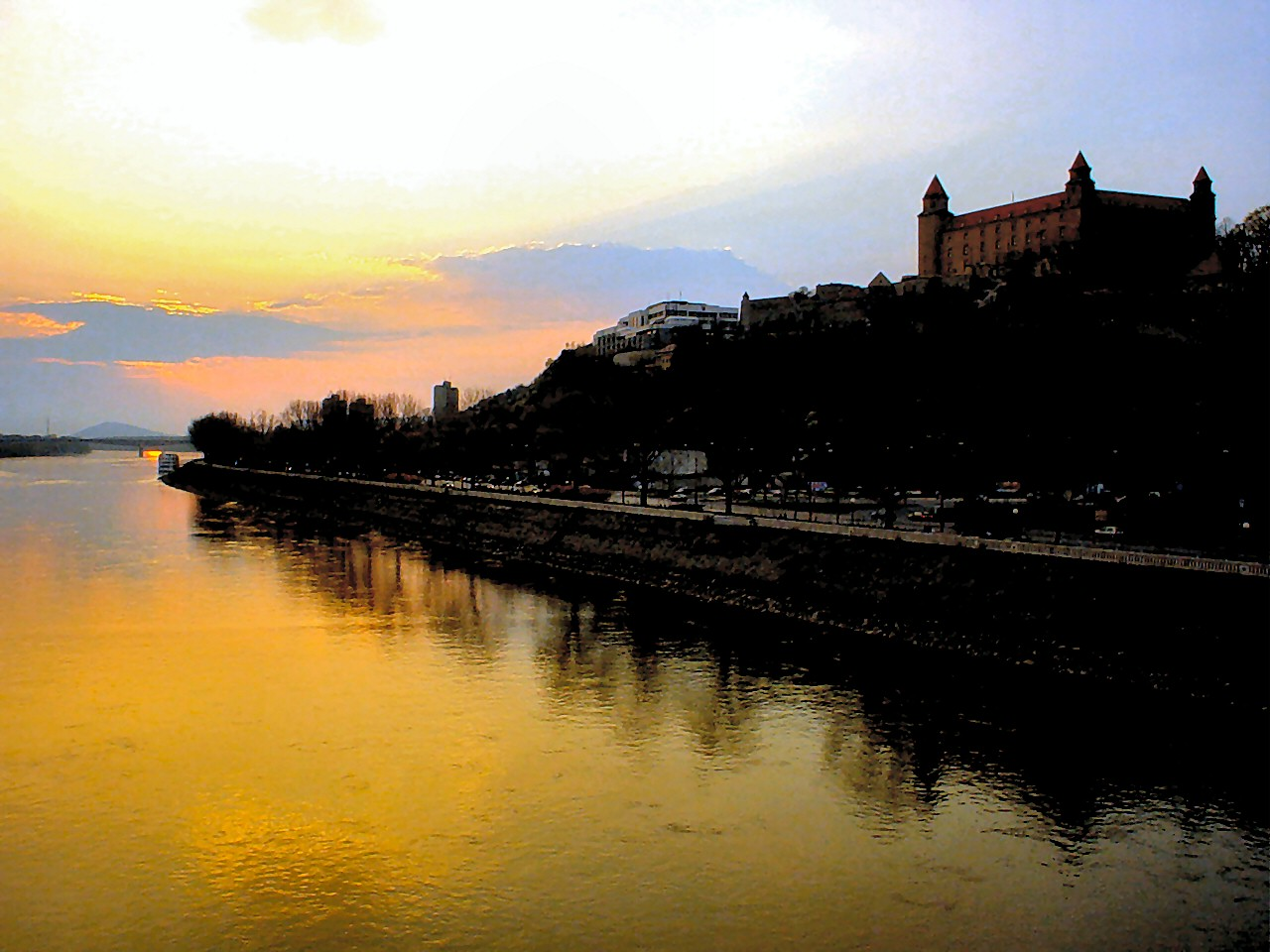
A Duna Pozsonynál

A 19. század komoly változásokat hozott a Duna életében. Ekkor kezdett csíráiban – elsősorban Németországban és Ausztriában – a Duna menti idegenforgalom kialakulni. 1830-ban indult útjára az első gőzhajó, 1831-től pedig már menetrendszerűen is. A személyszállítás mellett, az áruszállítás is fokozódott, egyre jelentősebb ipari központok alakultak ki a partmenti településeken először a német vidékeken, majd az Osztrák–Magyar Monarchia megalakulásával, a magyar tájakon is. A hajózás megkönnyítése érdekében szükség volt a folyam végleges szabályozására, amit bár már a 18. században megkezdtek, nagyrészt csak az 1870-es évekre lett kész, a Vaskaputól felfelé.
A 19. század során jelentkeztek először komolyabban a nemzetiségi problémák is a Duna völgyében. A század közepére a Török Birodalom gyengülésével a Duna alsó szakaszán sorban létrejött a különböző nemzetek autonóm területe: (1820-ban Szerbia, 1829-ben Havasalföld, 1878-ban Bulgária), amelyek azután függetlenedtek is, és a tőkés fejlődés útjára léptek. Ám ezek az országok a későbbiekben területi viták alapján több háborút folytattak egymással. Az első világháborút lezáró Párizs környéki békeszerződések végül egy rövid időre megszüntették a háborúskodást a Duna környékén, illetve felbomlasztották az Osztrák–Magyar Monarchiát, a folyam mentén elterülő legnagyobb államot. A kialakult új nemzetállamok általában rossz viszonyban álltak egymással, így a hajózás ismét mérséklődött.
A második világháború során a Duna teljes szakasza a tengelyhatalmak fennhatósága alá került, majd az előrenyomuló Vörös Hadsereg szállta meg Ausztriáig a teljes régiót. 1948-ban a Duna-parti szocialista országok megalapították a Duna Bizottságot, amelyhez később Ausztria, 1998-ban pedig Németország is csatlakozott. A Majna–Duna-csatorna 1992-es átadása óta a folyam részét képezi annak a 3500 km-es transzeurópai víziútnak, amely az Északi-tenger melletti Rotterdamtól a Fekete-tenger melletti Sulináig ér. 1999-től a folyami szállítás nehézkessé vált, miután a NATO három hidat lebombázott Újvidéken, Szerbiában; a roncsokat 2002-re távolították el.

## Földrajza

### A folyam szakaszai

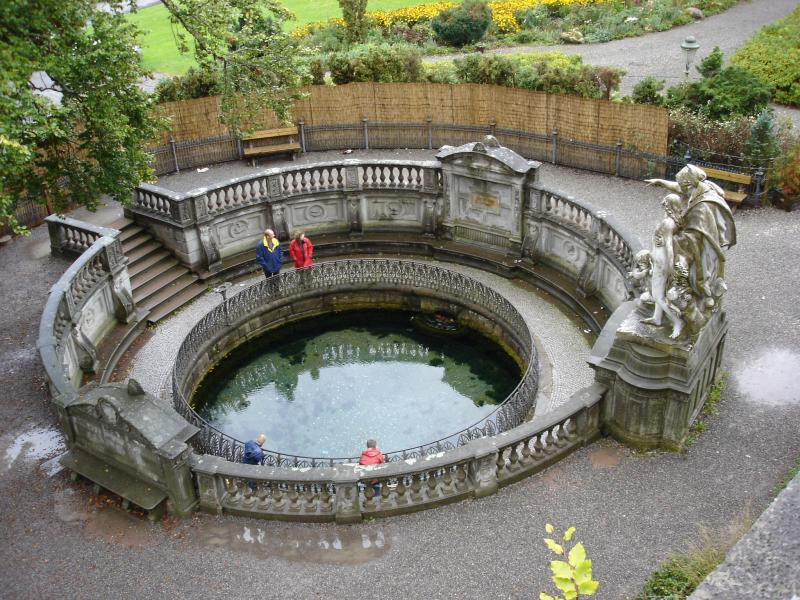
A Duna jelképes forráskútja (Donauquelle) Donaueschingennél

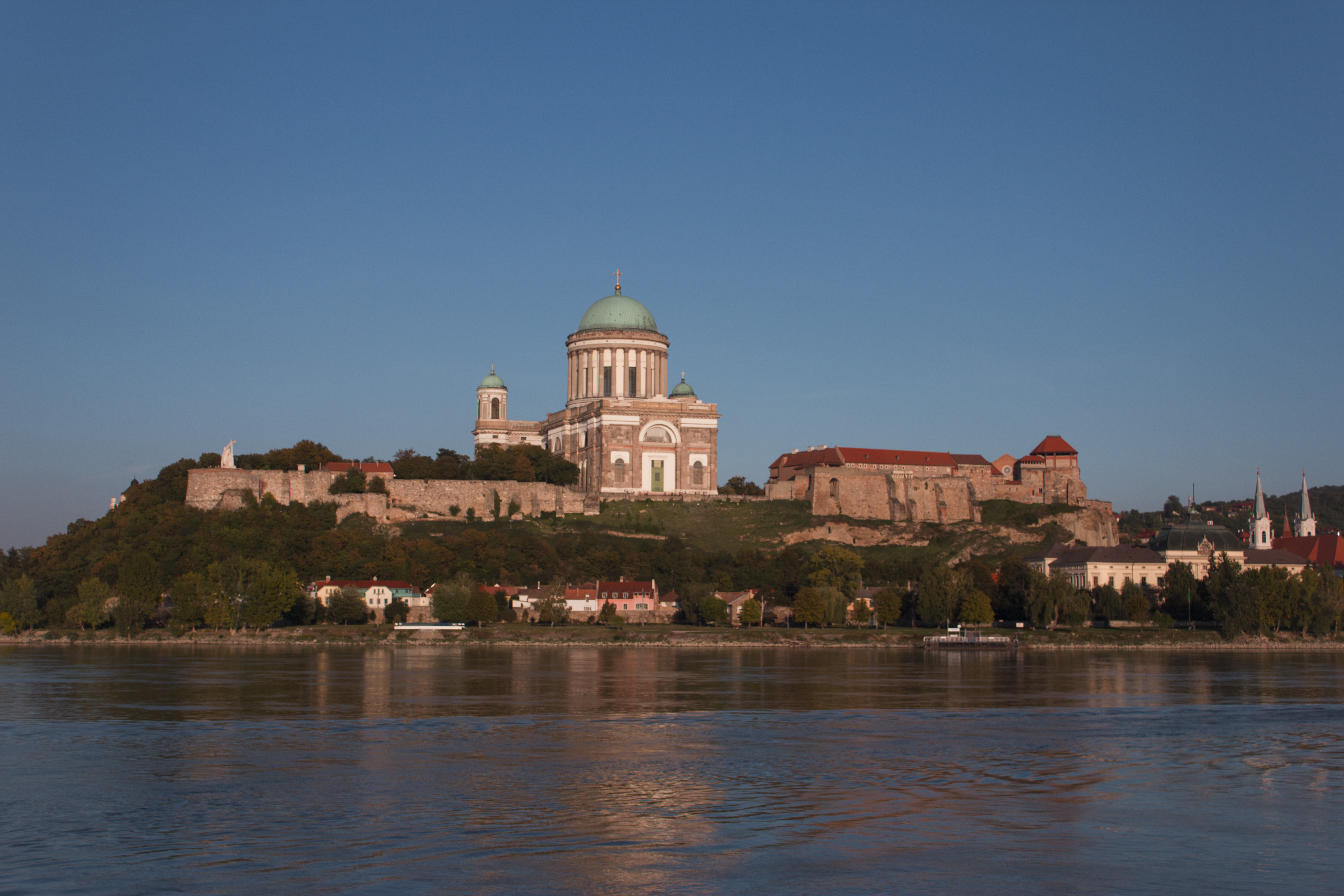
A Duna Esztergomnál, háttérben a Víziváros és a várhegy a bazilikával

A Duna világméretekben is számottevő hosszúságú élővíz, sokféle tájon folyik keresztül. Hagyományosan (földrajzilag) három szakaszra szokták tagolni, a Felső-, a Középső- és az Alsó-Dunára. A folyó méretű felső szakasz a Duna forrásától nagyjából a Morva folyó torkolatáig tart. A folyammá kiszélesedő középső szakasznak a Morva torkolatától nagyjából a Kárpátok déli vonulatáig, Szörényvárig tartó szakasz tekinthető. Az alsó nagy vízhozamú szakasz, amely Szörényvártól a Duna-deltáig ér, jellemzően rendkívül lassú folyású és kis esésű. A deltatorkolat területe alapvetően jól elkülöníthető az alsó szakasz további részeitől. Egyrészt, mivel itt a Fekete-tenger hatásai – dagálykor a visszafolyás – is jellemzőké, illetve itt már szinte állóvízzé alakul a Duna, a hordaléklerakás jellemző, ezáltal egyre nagyobb területet vesz el a tengertől.
Földtani értelemben a Duna öt medencén és az ezeket elhatároló hegyvonulatokon folyik át. A medencékben a Duna alluviális jellegű, míg a hegyvonulatokon való áttörésnél általában bevágódó jellegű (ún. bedrock típusú) a medre.
A felső folyása a Bajor-, földtani elnevezéssel a Molassz-medencén vezet keresztül, amely a Cseh-masszívumon való áttörésben ér véget. Ez az áttörés egy átöröklött (antecedens) völgy, amelyet a Cseh-masszívum és a környezetének relatív kiemelkedése hozott létre.
A Duna ezt átlépve ér a többi érintett medencéhez képest viszonylag kis kiterjedésű Bécsi-medencébe. Ezen átfolyva ér el a Dévényi-kapuig, amelyet a Lajta-hegység és Kis-Kárpátok képeznek. A Dévényi-kaput elhagyva a Duna a Kisalföldre ér, ahol több ágra szakad, (természetes állapotában) hordalékkúpot épít, fonatos jellegű. Nagyjából Gönyűtől lefelé már egyéb hatások is szerepet játszanak, ezért a hidrodinamikai jellege is kissé megváltozik.
A Dunakanyart elérve ismét bevágódó jellegűvé válik: a Börzsöny-Visegrádi-hegység folyamatos kiemelkedése teraszképződmények hátrahagyását eredményezi, ugyanakkor helyileg alluviális szakaszok is kialakulnak, pl. a Pilismaróti-öblözet területén.
A Visegrád–Nagymaros vonalat elhagyva a Duna ismét két ágra szakad, a fonatos jelleg ismét megjelenik, bár a Szentendrei-Duna hamar átmenetileg meanderező jelleget ölt. A fonatosság továbbra is jellemző, a különféle méretű szigeteket képez és történelmi időléptékben is bizonyíthatóan mederáthelyeződések alakulnak ki. Ez a fonatos jelleg – bár egyre csökkenő mértékben – a Bölcske–Paks zónáig tart, ahol már megjelennek a lefűződő meanderek (pl. Fadd-Dombori-holtág).
A Dráva-torkolattól kezdődően a mellékfolyó hordalékának hatására átmeneti szakasz következik: a lassan keleties irányba forduló folyása mentén ősmeanderek is megfigyelhetők, de újra jellemző lesz a szigetépítés. Ez a szakasz egészen a Déli-Kárpátokon való áttörésig tart.
A Vaskapu környékének vízrajza immáron meglehetősen antropogén, hiszen a folyamszabályozási, gátépítési munkálatok a természetes állapotokat meglehetősen átrajzolták.
A Vaskaput elhagyva a Duna a Mőziai-medencébe ér, ahol ismét kiteljesedik alluviális jellege. A már fentebb tárgyalt Duna-deltáig tartó szakaszon ismét fonatos szerkezetű. Maga a Duna-delta a deltatorkolat klasszikus példája, ennek tipikus üledékföldtani jellemzőivel.

### A Duna kialakulása
A Duna jelenlegi vízgyűjtőterülete földtanilag nagyon változatos egységeket fog át. Ezen egységek a földtörténeti múltban folyamatosan fejlődtek, és ennek megfelelően ősvízrajzuk állandó változáson esett át. Az egykori vízgyűjtők a jelenlegi vízgyűjtőknek vagy részvízgyűjtőknek csak részben feleltethetők meg, ezért az ősföldrajzi rekonstrukciókban a jelenlegi Dunát, illetve vízgyűjtőjét szakaszokra érdemes bontani, és az egykori részvízgyűjtőknek szokás megfeleltetni, és gyakran a jelenlegi mellékfolyók medencéi felelnek meg a Duna jelenlegi részvízgyűjtőinek.
A Duna felső folyásáról a mai értelemben először akkor beszélhetünk, amikor a Keleti-Alpok és a Molassz-medence vizeit az adott ősfolyó először keleti irányba vezette le. Erre azonban még jó ideig várnunk kell.
Az üledékek részletes származásvizsgálata alapján állíthatjuk, hogy a Keleti-Alpok területén a harmadkor elején – az Északi-Mészkőalpok nyugati nyúlványainak kivételével, mely már akkor is hegyvidéki jellegű volt – jórészt dombos területek húzódtak, az egykori folyók hordalékszállítása jellemzően délről északra irányult. A kristályos magashegység kőzetei ezen időszakban más földtani egységek alatt eltemetve helyezkedtek el. A mai folyók közül valószínűsíthetően csak az Inn volt hasonlatos a mai folyásához, mivel ezt a vonalat egy hosszabb ideje aktív földtani törésvonal, az Északi-Mészkőalpok egy peremtörése jelöli ki. A folyók ez idő tájt a Molassz-tengerbe ömlöttek (ami a mai Bajor-, azaz Molassz-medencének felel meg) kialakítva a saját törmelékkúpjaikat. Az igazi főfolyó kialakulásáról azonban csak a hegységek előterében húzódó a tengeröblök lassú feltöltése következtében létrejött tengervisszahúzódáskor (ún. regresszió), a miocén időszakában lehetett szó. Ekkoriban a Keleti-Alpok vizeit elvezető főfolyó még nyugati irányba folyt.
A Mura, a Dráva, a Morva és a Vág kialakulása is jóval megelőzte a mai Duna mint főfolyó létrejöttét.

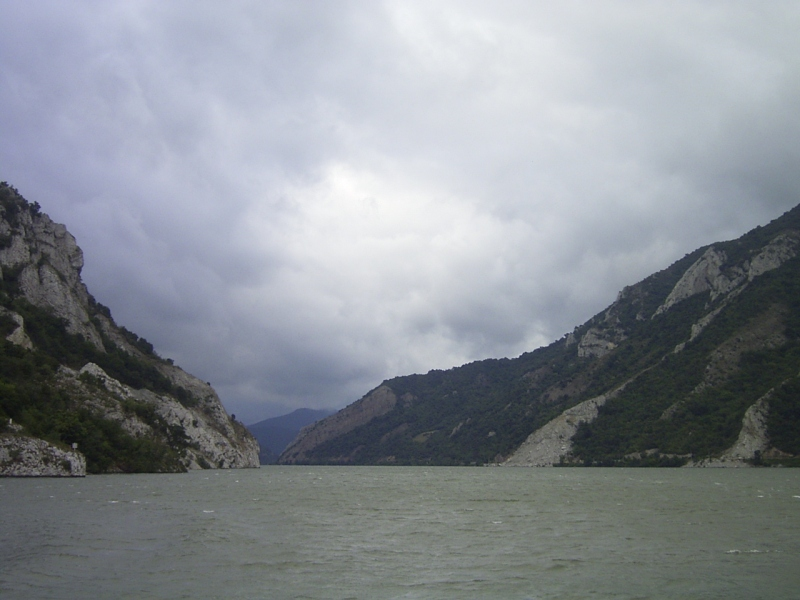
A Vaskapu

Maga a Duna a pliocén korban kezdett létrejönni. A Nyugati-Alpok vizein táplálkozó Ősduna a Bajor-medence feltöltése után indult meg mai útján. Feltételezhetően valamikori vízgyűjtő területe jóval nagyobb lehetett a mainál. Erről árulkodnak a már kiszáradt völgyek a Sváb-Alb déli vonulatain. Az azóta kialakult mélyebben fekvő Rajna a Duna forrásterületéről nagy mennyiségű vizet szállított és szállít ma is el. Mivel a hegység itt nagyrészt porózus mészkőből áll, rengeteg földalatti búvópatak szállítja a Duna forrásterületéről a vizet inkább a Rajna felé. Két nagy víznyelő található a Sváb-Alb hegységben, amelyeket „Dunai Víznyelőnek” (németül: Donauversickerungnak) hívnak. Az ide folyó víz szárazabb nyári napokon teljes mértékben elszivárog, és nagyrészt Németország legbővizűbb forrásán, az Aachtopfon keresztül a Rajnába torkollik, csak a maradék halad a Duna felé. Mivel a lefolyó hatalmas vízmennyiség lassan, de biztosan koptatja a mészkövet, geológusok jóslása szerint a Duna legfelső folyása egy nap teljesen eltűnik, és minden vizét a Rajna gyűjti be majd.
A Duna alsóbb szakaszai a medencék folyamatos feltöltésével jöhettek létre. A pliocén végén jutott el a Duna a Kisalföldig. Ekkor a mai nyugat–kelet irány helyett észak–dél irányban folyt itt a folyó, és az akkor mélyebben fekvő Dráva-Száva-köze felé folyva nagyjából a mai Dráva medrét érhette el. Csak a pleisztocén korban alakult ki a kisalföldi folyása.
A Duna legfiatalabb szakasza a Dobrudzsa nyugati oldalán található dél–észak irányú folyása, amely pusztán a pleisztocén kor végén alakult ki. Ekkor érte el a Fekete-tengert a Duna. A holocénben az Al-Duna északi és a Duna-delta kialakítását végezte a folyam. A mai napig évi mintegy öt méterrel a tenger belseje felé „nyomja” a szárazföldet.

### A Duna tájformáló szerepe

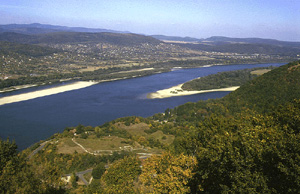
A Duna kettéágazása Visegrád és Kisoroszi között: a Szentendrei-sziget csúcsától balra a Váci-ág, jobbra pedig a Szentendrei-Duna kezdődik

A Duna tájformáló szerepe kettős, egyaránt épít és pusztít. A rombolás elsősorban a gyorsabb folyású, hegyi szakaszokon, míg az építés a lassabb folyású, alföldi részeken jellemző. A pusztítás mértéke függ a sodrás sebességétől, így a gyorsabb sodrású helyeken komoly mértéket ölthet, míg a lassabb sebességű szakaszokon szinte elenyésző. A Duna állandóan koptatja és mélyíti medrét. A keményebb kőzetek koptatása jóval hosszabb időt vesz igénybe, mint a puháké, ezért a Duna jellemző geológiai képződményei a sziklák, amelyek a puhább kőzetből visszamaradt, keményebb kövek. A partot számos szakaszon sziklák szegélyezik, ahol ezek a képződmények meglehetősen gyakoriak. Ezek közül a legismertebbek a Passau feletti, az aschahi, a Grein és Stunden közötti, valamint a vaskapui szakaszok. Magyarországon kisebb számban Nyergesújfalunál, Dömös és Nagymaros között, valamint Budafoknál magasodnak sziklák a víz fölé.
A löszös síkvidékeken keresztülhaladó víztömeg mélyen belevájja magát a puha kőzetbe, itt könnyen megfigyelhetők a magaspartok. Ilyen szakaszok elsősorban a jobb parton húzódnak Gönyű és Komárom, valamint Érd és Mohács között. Ezeken a helyeken fokozottabb a földcsuszamlás veszélye, mivel az sodrás okozta erózió fokozatosan aláássa a domboldalakat.
Lassú folyású szakaszain homokpadokat, zátonyokat és szigeteket épít a hordalékának lerakásával; a partok közelében lerakott hordalékhalmokat hordalékkúpnak nevezik. Többek között a Kisalföld és a Margit-sziget a Duna hordalékkúpja. illetve a Duna-delta (elsősorban a Kilia-ág) területén a turzások. A hordalék a felső szakaszon még igen nagy méreteket, lejjebb már csak porszemnyi nagyságot vehet fel. Ugyanis, amikor lelassul, akkor a folyam először a nagyobb, majd az egyre kisebb darabokat hagyja el (kövek, kavicsok, homok, finom por). Ha a vízszint hirtelen apadásnak indul, a Dunán jellemzően ideiglenes zátonyok alakulnak ki. Ha ismét megnő a vízmennyiség, akkor a folyam újra tovább tudja szállítani hordalékát, a zátonyok eltűnnek. Jellemzően zátonyos rész az Öreg-Duna Rajka és Gönyű közötti szakasza, ahol a Bős–nagymarosi vízlépcső megépítésével a hasonló képződmények még nagyobb számban elszaporodtak. A Duna különleges képződményei az al-dunai „sellők”, amelyek a mederfenék kisebb-nagyobb kitüremkedéseit jelentik. Egyre kisebb számban, de még jellemzőek a Duna mentén a mocsarak, amelyek lerakott hordalékkúpokon alakultak ki. Ezekből a legnagyobbak Bajorországban, a Hanság és a Duna-delta területén találhatók.

### Dunai országok
- Dunai országok
- A Duna vízgyűjtője

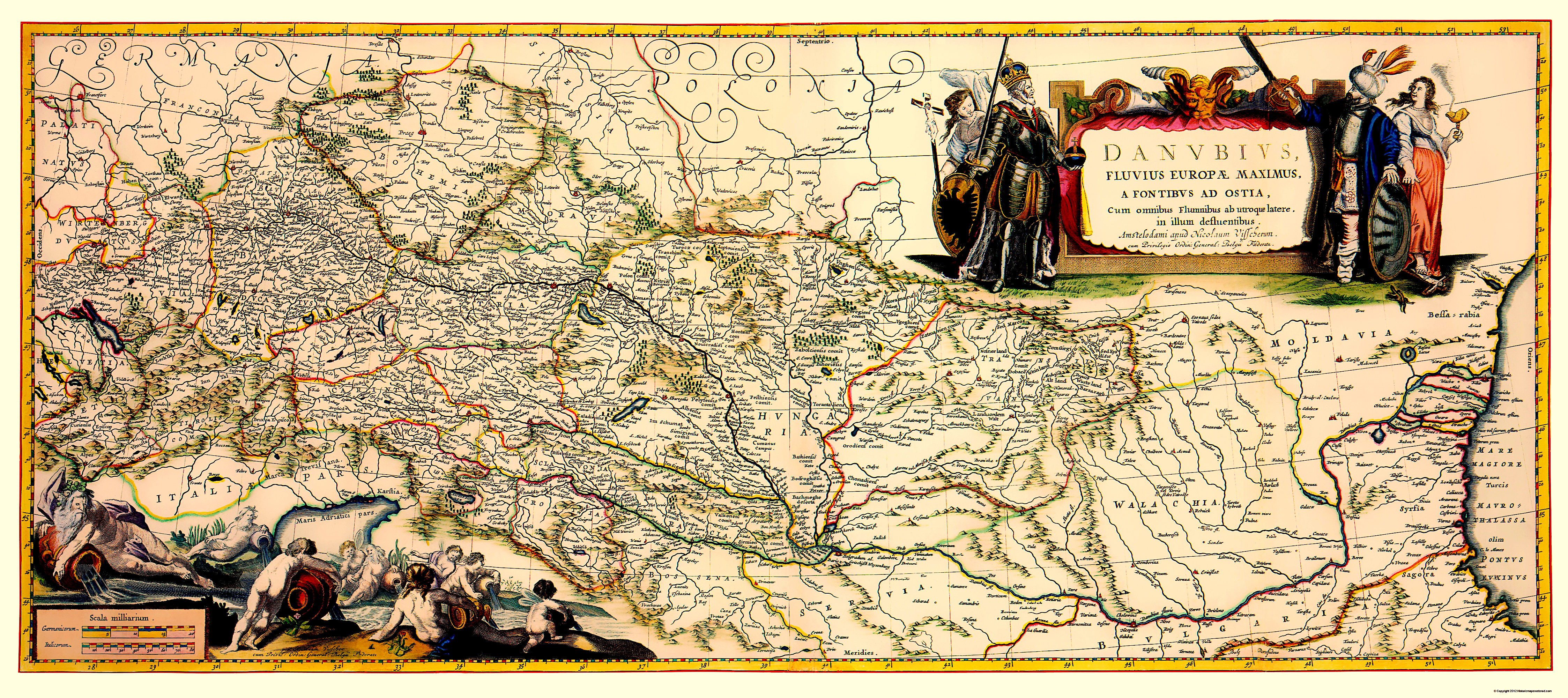
A Duna térképe (1681)

A Duna 10 országon folyik keresztül, az egyes szakaszai a következők:
| Ország       | jobb part         | jobb part | bal part                      | bal part |
| Ország       | Folyamkilométer   | Hossz     | Folyamkilométer               | Hossz    |
| ------------ | ----------------- | --------- | ----------------------------- | -------- |
| Németország  | 2888,77 – 2223,20 | 659 km    | 2888,77 – 2201,77             | 687 km   |
| Ausztria     | 2223,20 – 1872,70 | 351 km    | 2201,77 – 1880,26             | 322 km   |
| Szlovákia    | 1872,70 – 1850,20 | 22 km     | 1880,26 – 1708,20             | 172 km   |
| Magyarország | 1850,20 – 1433,00 | 417 km    | 1708,20 – 1433,00             | 275 km   |
| Horvátország | 1433,00 – 1295,50 | 138 km    | nincs                         | nincs    |
| Szerbia      | 1295,50 – 845,65  | 450 km    | 1433,00 – 1075,00             | 358 km   |
| Románia      | 374,10 – 0,00     | 374 km    | 1075,00 – 134,14 79,63 – 0,00 | 1020 km  |
| Bulgária     | 845,65 – 374,10   | 472 km    | nincs                         | nincs    |
| Moldova      | nincs             | nincs     | 134,14 – 133,57               | 0,6 km   |
| Ukrajna      | nincs             | nincs     | 133,57 – 79,63                | 54 km    |

(Forrás: Dunabizottság, 2004)

### Dunai települések

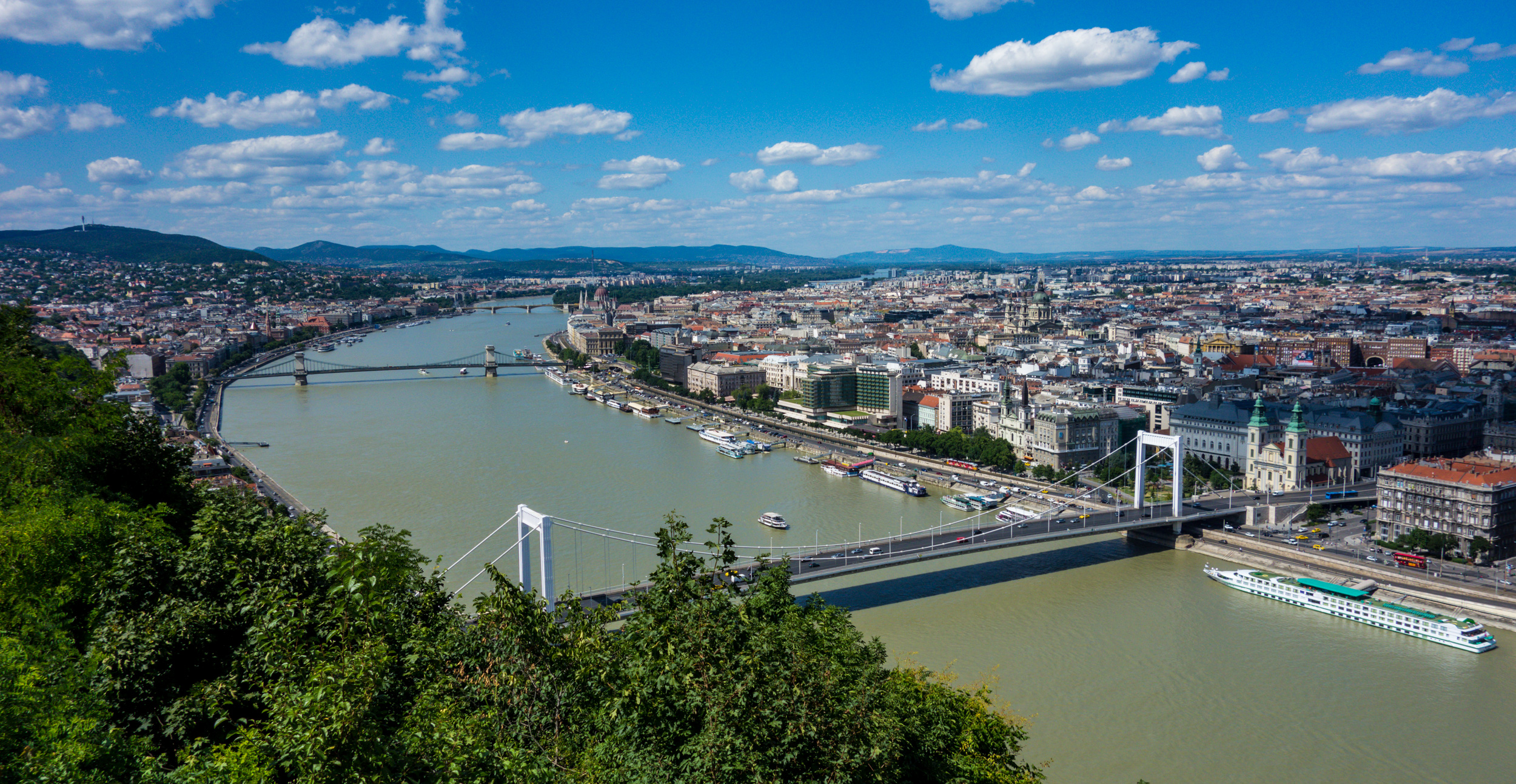
A Duna budapesti szakasza a Gellért-hegyről

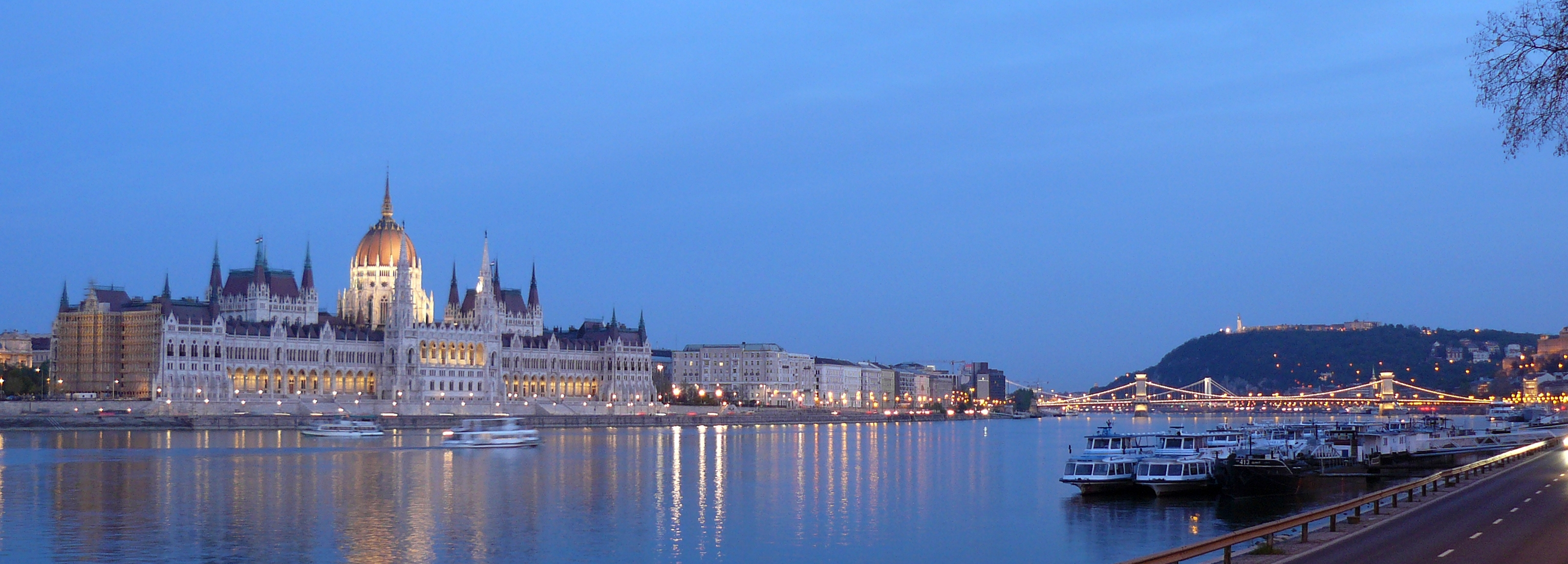
A Duna a budapesti Országház előtt a kora esti órákban

Az alábbi lista a jelentősebb településekre szorítkozik.
 Németország: Donaueschingen, Ulm, Ingolstadt, Regensburg, Passau
 Ausztria: Linz, Ybbs an der Donau, Pöchlarn Melk, Krems an der Donau, Tulln an der Donau, Bécs, Hainburg, Grein an der Donau
 Szlovákia: Pozsony, Komárom, Párkány
 Magyarország: Győr, Gönyű, Komárom, Esztergom, Szob, Pilismarót, Zebegény, Dömös, Visegrád, Kisoroszi, Dunabogdány, Tahitótfalu, Leányfalu, Pócsmegyer, Szigetmonostor, Szentendre, Budakalász, Nagymaros, Kismaros, Verőce, Vác, Göd, Dunakeszi, Budapest, Szigetszentmiklós, Érd, Százhalombatta, Ercsi, Dunaharaszti, Ráckeve, Dunaújváros, Dunaföldvár, Solt, Paks, Kalocsa, Baja, Mohács
 Szerbia: Apatin, Gombos, Bezdán, Palánka, Újvidék, Zimony, Belgrád, Kevevára, Szendrő
 Horvátország: Vukovár
 Románia: Újmoldova, Orsova, Szörényvár, Calafat, Corabia, Turnu Măgurele, Zimnicea, Gyurgyevó, Oltenița, Călărași, Fetești, Cernavodă, Hârșova, Măcin, Brăila, Galac, Isaccea, Tulcsa, Sulina
 Bulgária: Vidin, Lom, Orjahovo, Nikápoly, Szvistov, Rusze, Szilisztra
 Moldova: Giurgiulești
 Ukrajna: Renyi, Izmajil, Kilija

## Vízrajza

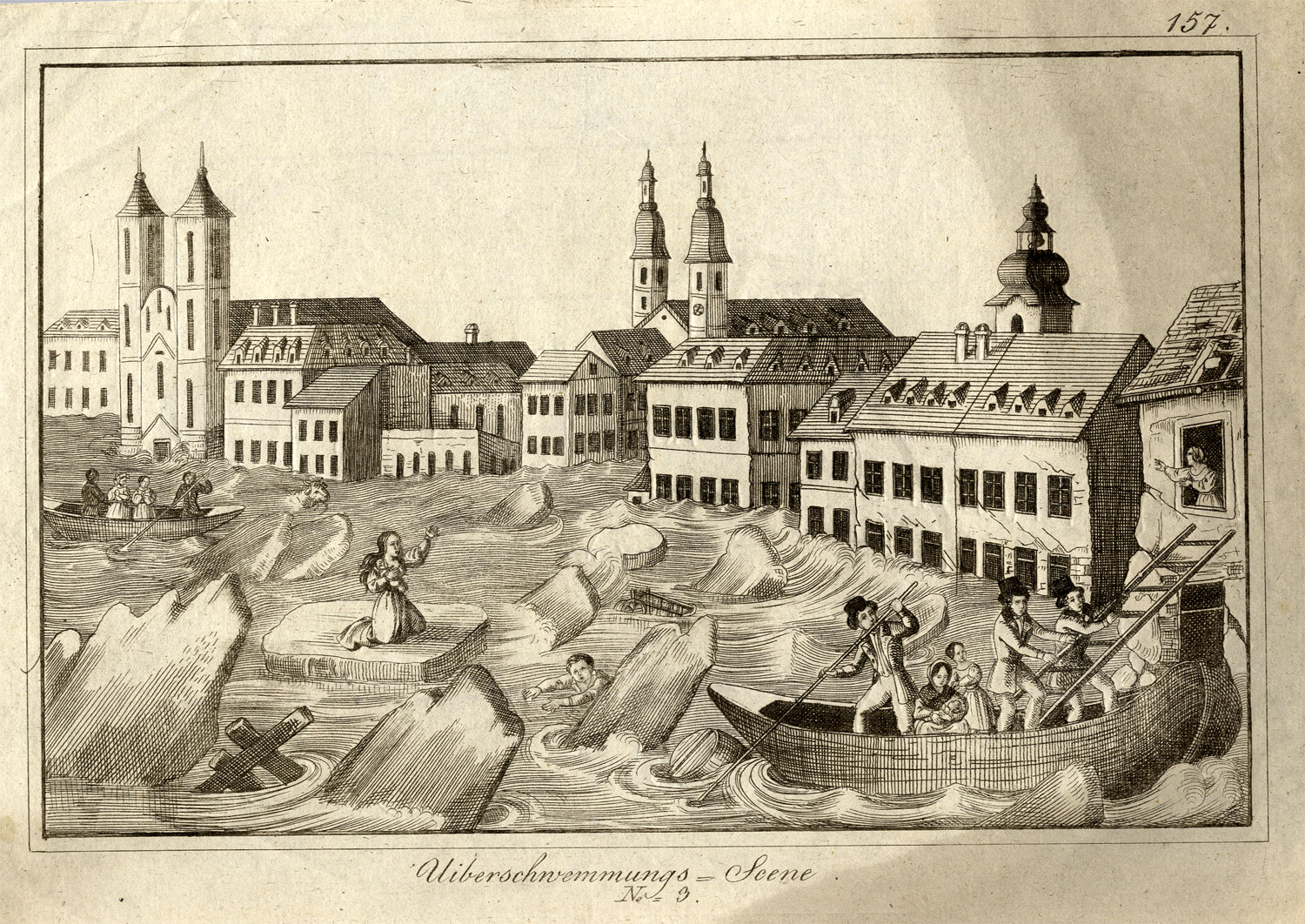
Korabeli metszet az 1838-as áradásról

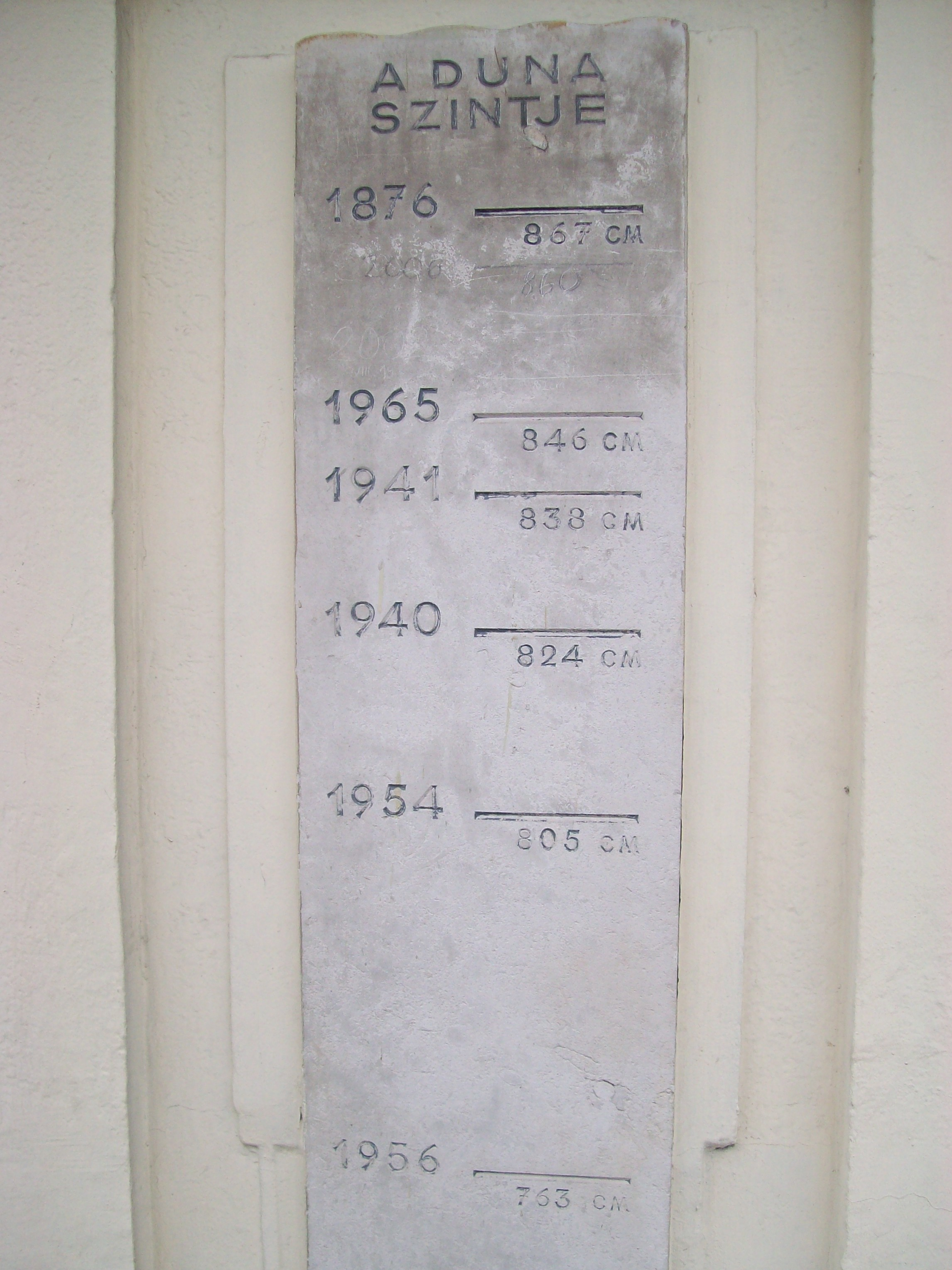
A Duna legmagasabb vízállásait jelző tábla Budapesten, a Vigadó téri hajóállomásnál

A Duna rengeteg mellékággal rendelkezik hosszú folyása során. Ezek közül a magyarországi legjelentősebbek:
- Kis-Duna (Csallóköznél)
- Mosoni-Duna Szigetköznél
- Szentendrei-Duna
- Ráckevei-Duna

Egyéb jelentősebb ágak: Borceai-Duna-ág (Románia).
A főbb, illetve kisebb mellékágak egy vagy több szigetet is körülzárhatnak. Ezek közül a legnagyobbak a Csallóköz, a Szigetköz, a Szentendrei-sziget, a Csepel-sziget, a Mohácsi-sziget és a Duna dobrudzsai kanyarulatánál a Bala-sziget.
A Duna-delta is alapvetően három ágból tagozódik. Ezek északról délre a következők: Kilia-ág, Sulinai-ág, Szent-György-ág.
A Duna mélysége, szélessége és így sebessége nagyban különbözik az egyes szakaszokon. Általában elmondható, hogy a felső szakaszokon a keskeny és mély a folyómeder. A Vaskapunál mértek 70 méteres mélységet is, a sebessége ott az 5 m/s-ot is eléri. A sík vidékeken a jellemző sebesség 1,1-1,2 m/s között alakul, a felső szakaszon 1,5–3 m/s között (a zsilipekkel duzzasztott szakaszokon lényegesen kisebb), a Duna-delta környékén pedig a sebessége szinte nulla. A meder szélességét illetően jól látszik egyfajta növekvő tendencia a vízhozam növekedésével. Így míg Ingolstadtnál a Duna pusztán 102 méter széles, a Széchenyi lánchídnál folyammá növekedve már 350 méteres szélességet ér el, Zimonynál 1300 métert, míg az Al-Dunán pedig akár az Amazonas-hoz hasonló 15 kilométernyi szélességűre terebélyesedhet.
A vízszintje nem állandó, főleg tavasszal, elsősorban az alpi hó elolvadásakor emelkedik jelentősen a vízszint. Ezek az áradások alapvetően másként sújtják a különböző szakaszokat. Azon részeken, ahol az ártér meglehetősen keskeny, ilyen a felső szakasz, ott jóval nagyobb áradások duzzadhatnak, mint a szélesebb folyami szakaszokon, viszont a nagy esés miatt hamarabb le is vonul az ár, míg ez az alsó szakaszokon kifejezetten hosszú ideig is eltarthat. A legnagyobb ilyen árvíz 1501-ben Bécsben következett be. Ekkor a vízhozama a mai számítások szerint a 14 000 m³/s-ot is meghaladta. Árvíz kialakulására egy másik lehetséges mód, amikor a megfagyott jég felduzzasztja a felülről áramló vizet. Ilyen volt a nevezetes áradás volt 1838-ban Pesten.
A klímaváltozás következtében a közelmúltban Magyarországon évek óta jelentősen lecsökkent az átlagos csapadékmennyiség és a gyakoribb aszályos időszakok hatására, a 2015-2025 közötti időszakban az éves vízhozam tíz százalékos csökkenését mérték a vízügyi szakemberek.

### Mellékfolyói

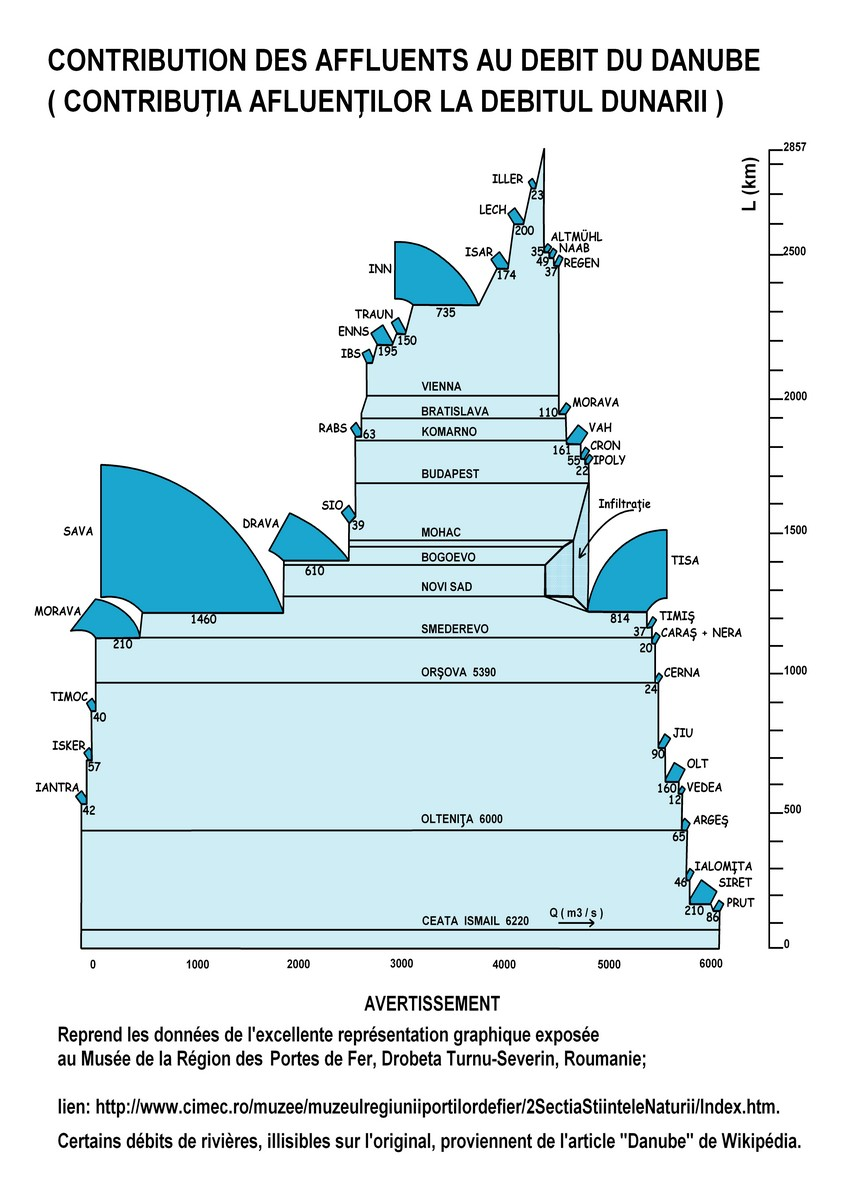
A Duna vízhozama mellékfolyói vízhozamainak összeadódásával

A Duna 2850 km-es hosszán számos mellékfolyó vizével gazdagodik. Ezek közül a legnagyobb mellékfolyói, azok torkolatának országa szerint:
| Németország  | Altmühl, Iller, Lech, Naab, Isar, Inn                             |
| Ausztria     | Traun, Enns, Morva                                                |
| Szlovákia    | Morva, Vág, Garam                                                 |
| Magyarország | Rába, Ipoly, Sió                                                  |
| Szerbia      | Tisza, Száva, Temes, Nagy-Morava, Duna–Tisza–Duna-csatorna, Karas |
| Horvátország | Dráva                                                             |
| Románia      | Zsil, Olt, Argeș, Duna–Fekete-tenger-csatorna, Szeret             |
| Bulgária     | Timok, Iszker, Oszam                                              |
| Moldova      | Prut                                                              |

## Dunai élettér
A Duna amint különböző éghajlatú, hidrológiájú területeken folyik keresztül, változatos élővilágnak biztosít megélhetést. A hosszanti tagozódás mellett jellemző a partmenti környék keresztmetszeti tagozódása is. Az áramló víztömegek, a mederfenék, a víz felszíne, a holtágak és az árterek mind-mind különböző feltételeket biztosítanak az élőlények számára.

### Flóra
A Duna holtágai és lassabb – elsősorban alsó – folyásai növényi planktonban gazdagok. A felső gyorsabb áramlású szakaszokon ezek az élőlények ritkák, mivel a folyó sodrása magával ragadja őket. Több ilyen egysejtű planktont kovapáncél véd. Ezek a zöldmoszatok nyáron, lassan áramló vizekben elszaporodva zöldre festik a vizet. Az úszó plankton mellett elsősorban a partközeli aljzaton is találni egyszerű növényi és bakteriális képződményeket: elsősorban prokarióta kékmoszatokat és eukarióta zöldmoszatokat. A planktonszervezetek sok szerepet töltenek be, egyrészt a tápláléklánc legalsó fokán az állatoknak táplálékul szolgálnak, másrészt az ember által okozott szennyezések elbontására is kiválóan alkalmasak.
A vízben magasabb rendű növényi fajok is helyt kapnak. Elsősorban a lassabb folyásoknál és a holtágakban nagy mennyiségű hínártársulásokat találni. Ezen társulások legjellemzőbb fajai a rucaöröm, a békalencse, a tündérrózsa, a sulyom és a ritka vízidara.
A partoknál, az alsó szakaszon jellemzőek a nádasok, ahol a nád mellett gyékény is, kijjebb sás fajok találhatók. A gyorsabb folyású szakaszoknál a nád helyett egyből füzes cserjés kíséri a partot. A távolabb található ligetben a magasabb termetű fehér fűz, fehér és fekete nyár jellemző. Végül, a kissé szárazabb, de állandó vízellátással rendelkező területeken a Duna partvidékére nagyban jellemző galériaerdők állnak, ahol a kocsányos tölgy, a mocsártölgy, a szil- és a kőrisfa mellett több kúszónövény, így iszalag, vadszőlő és komló jellemző.
A főmederről leválasztott holtágakban az állóvizekre jellemző láperdő társulások jönnek létre. Itt a legjellemzőbb fa az enyves éger, az aljnövényzetben pedig mohák és harasztok jellemzők. A dunai holtágak védett növényfaja a lápi csalán. A néha vízzel elárasztott területeken további efemernövények sokasága éli gyors életét. Ilyenek az apró csetkáka, az iszapkáka, az iszaprojt, a csomós palka, a barna palka, a vörös libatop, az iszapgyopár, az erdei kányafű, a vándorveronika és különböző májmoha fajok.

### Fauna
Az egyszerű állatfajok elsősorban a Duna lassabb áramlású, folyammá szélesedő szakaszán jellemzőek. Az egysejtűek mellett a legelterjedtebbek az apró rákok: az evezőlábú rák és az ágascsápú rák. A kifejezetten csendes vizeken a tavi, gyorsabb folyásoknál a folyami szivacs és a csalánozók törzsébe tartozó hidrák sűrű lakói a fenéknek. Ugyanitt nagyon elterjedt a vándorkagyló, de találni tavikagylót, borsókagylót, festőkagylót és folyamkagylót is. A vízi szerves hulladék lebontói a szintén a fenéken lakó örvényférgek, a laposférgek és a giliszták. A különböző ízeltlábúakat a lassú szakaszokon lehet fellelni. Ide tartoznak a pontytetű, a vízipoloska, a tiszavirág, a dunavirág, a tegzes bolharák és különböző további rákfajok: a víziászka és a pontusi víziászka. Valaha nagy számú folyami rák is élt a Dunában, ám a „rákpestis” szinte teljes mértékben felszámolta populációjukat. A meder mélyebb részén él továbbá a rajzos csiga, a bödöncsiga, a kavicscsiga és a pöttyös csiga, míg a part mentén találni a márványozott csiga, a fülcsiga és a nagyszájú csiga egyedeit.
A Duna halállománya viszonylag szegény, mindössze ötvenkét dunai halfaj ismeretes. Legjellemzőbb halfajok a kecsege, a ponty, a csuka, a leső harcsa, a folyami harcsa, a törpeharcsa, a rózsás márna, a dévérkeszeg, a kárász, a szivárványos ökle, a csapósügér és a fogas. Csak a Fekete-tengerbe ömlő folyókra jellemző továbbá a kősüllő, a bagolykeszeg, a tarka géb és a pajzsoshasú pikó, illetve a Duna egyedi halfajai a dunai galóca és a selymes durbincs.

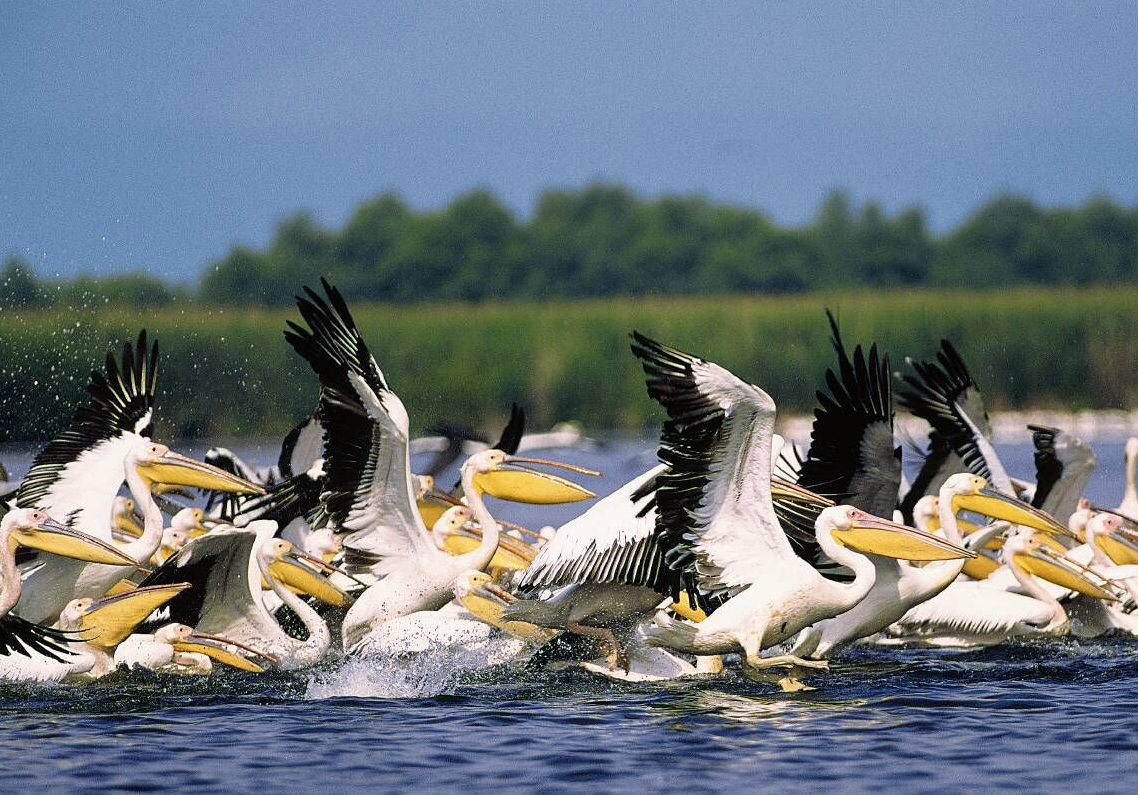
Rózsás gödények a Duna-deltában

A sekélyebb hínáros társulások és a holtágak gazdag állatvilággal rendelkeznek. Elsősorban a hínárosokban találkozni az árvaszúnyog, a víziskorpió és a vízipoloska fajokkal, de sok rák- és csigafaj (mocsári csiga, karcsúcsiga, tányéros csiga) is itt talál menedéket. A holtágak élővilága hasonló a hínároséhoz, de itt még kétéltűek és hüllők is szép számban honosak. A legjellemzőbb állatfajok a keringőbéka, a kacagó béka, a kecskebéka, a tavibéka, a vízisikló, a kockás sikló és a mocsári teknős.
A Duna ártere számtalan madár- és emlősfajnak is életteret biztosít. Az egyik legjellemzőbb madárfaja a dankasirály, amely még a városi szakaszokon is megtalálható. Szintén minden szakaszon élnek récefélék, vadlibák, kormoránok és bíbicek. Elsősorban a Duna-delta környékén honos, de kisebb számban a középső szakaszon is látni szürke gémet, vörös gémet, bakcsót, bölömbikát, függőcinkéket, batlákat. Csak a Duna-delta lakói a rózsás pelikánok.
A holtágak, árterek legjellegzetesebb apró emlősei a vízicickány, a vízipocok, a törpeegér, de a vidra, az újabban visszaköltöztetett hód, és csehszlovák honosítás miatt a kártékony pézsmapocok is jellemző. A ragadozókat elsősorban a vörös róka és a görény képviseli. A 19. században még sok aranysakál („nádifarkas”) is élt a Dunánál, ám ezeket kiirtották. A nagy kiterjedésű erdőkben, főleg a középső szakaszon a terület természetes eltartó képességénél nagyobb nagyvadállomány (őz, szarvas, vaddisznó) is található. A nagyvadak számát etetéssel tartják fent és a kipusztított nagyragadozók hiányában vadászattal ritkítják.

### Nemzeti parkok
A Dunát sok, Európa más folyóival összehasonlítva viszont viszonylag kevés környezeti kár érte, élővilága nagyrészt megmaradt. Ezt az adottságot felismerve az 1970-es évektől folyamatosan alakultak nemzeti parkok és tájvédelmi körzetek a Duna árterében. Ezek a nemzeti parkok jelenleg a következők:
- Felső-Duna Nemzeti Park
- Dunamenti erdő Neuburg és Ingolstadt között, (térkép)
- Donauleiten Természetvédelmi Terület (Passau környéke)
- Donau-Auen Nemzeti Park (Bécstől délre, térkép)
- Szigetközi Tájvédelmi Körzet
- Dunamenti Ártéri Erdők Tájvédelmi Körzet, (térkép)
- Duna–Ipoly Nemzeti Park, (térkép)
- Duna–Dráva Nemzeti Park, (térkép)
  - része: Gemenci-erdő
- Kopácsi rét Nemzeti Park, (térkép)
- Felső Dunamellék Természetvédelmi Rezervátum, (térkép)
- Deliblatska peščara Rezervátum
- Vaskapu Nemzeti Park
- Kazán-szoros Nemzeti Park
- Persina Natúrpark, (térkép)
- Kalimok-Brushlen Természetvédelmi Terület, (térkép)
- Szrebarna bioszféra-rezervátum, (térkép)
- Duna-delta Nemzeti Park, (térkép)

### Az emberi beavatkozások hatásai

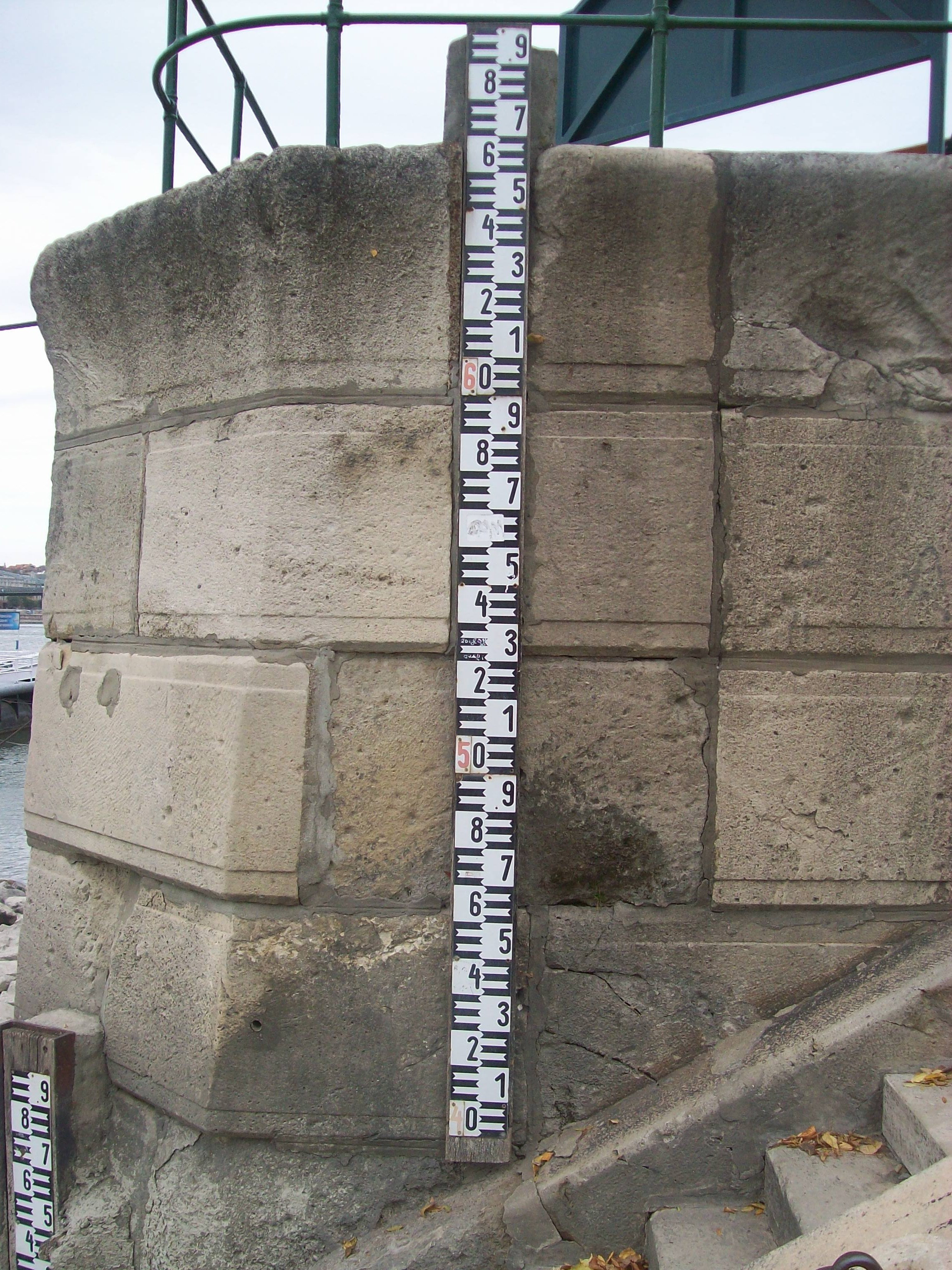
Vízmérce Budapesten, a Vigadó téri hajóállomásnál

A 19. században a folyamszabályozás drasztikusan átalakította a középső és az alsó szakasz ökológiai rendszereit (alapvetően a mellékvizekét). A mellékfolyók (főleg a Tisza) számos kanyarját levágták, a medrét gátak közé zárták. Mind a mellékfolyók, mind a Duna partját sok helyen kikövezték, a szigetek egy részét kőgáttal leválasztották a mederről. Az így elzárt mellékágakban megszűnt a víz folyamatos áramlása, felgyorsult azok feltöltődése. Az egykori, összefüggő galériaerdőnek csak roncsai maradtak fenn. A Vaskapunál a Duna hajózhatóságát javították. A szabályozásokkal egyre nagyobb területet árvízmentesítettek, és ennek következtében az eredeti mederben a töltések magasításával fokozatosan növekedő víztömegeket kellett átbocsátani. A leülepedő hordalék sokkal keskenyebb, ráadásul állandó helyzetű ártéren terült szét, illetve a mederben rakódott le, tehát miközben a szabályozott folyókon megritkultak az árvizek, korábban nem tapasztalt vízmennyiségek és főleg vízállások jelentek meg, veszélyeztetve olyan területeket is, amelyeket korábban nem érintett az árvíz.
A 20. században a folyam fölső (ausztriai) szakaszán vízlépcsők sorát építették ki, teljesen megváltoztatva ezzel a természetes vízjárást és gyakorlatilag megszüntetve a hordalék Alpok felől érkező utánpótlását. A rendszer utolsó tagja a Szlovákiában felépített bősi vízlépcső, aminek üzemvízcsatornája Szapnál torkollik a Duna főmedrébe. Mivel a mederbe visszaengedett vízben gyakorlatilag nincs hordalék, a folyam a Szap alatti szakaszon a mederből gyűjt magának hordalékot: a meder mélyülése mára túllépte a 12 métert. A Dunakanyar fölötti szakaszon a meder – és ezzel a talajvíz – szintje fokozatosan csökken, a part menti élőhelyek pusztulnak, hogy idővel más ökológiai rendszereknek adják át helyüket. A legnagyobb veszély a Duna–Ipoly Nemzeti Park ártéri keményfaligeteit fenyegeti.
1972-ben, a Vaskapu-vízierőmű gátjának elkészülte után, Ada Kaleh 1,7 km × 0,4-0,5 km méretű szigetét vízzel árasztották el. Az azelőtt törökök által lakott sziget hol osztrák–magyar, hol török fennhatóság után 1913-ban Magyarország része lett, de 1923-tól, így az elárasztásakor is, Romániához tartozott.

#### Vízszennyezés
A mederátalakítás mellett fontos emberi hatása van a folyam életére a vízbe juttatott vegyi anyagoknak (növényvédőszer-maradvány, gyógyszer, mosószer, ipari szennyvíz, fekália stb.).
2000. január 30-án a romániai Nagybányán egy aranyérc-feldolgozó üzemben átszakadt a gát, aminek következtében nagy mennyiségű nátrium-cianid lúg jutott a mellékfolyókon keresztül a Tiszába (tiszai cianidszennyezés). Két héttel később a szennyezőanyag elérte a Dunát is, ahol – akárcsak a Tiszában – halak pusztultak el. A szennyezés hatása a Duna Fekete-tengeri torkolatáig érezhető volt.
Az Országos Vízügyi Felügyelőség a magyarországi szakaszán végzett 2015-ös vizsgálatában számottevő vízminőség-javulásról számolt be.
2020-ban – egy teljes világra kiterjedő 21-es lista 18. helyezettjeként – Európa legszennyezettebb jelentős folyóvízeként sorolta be egy felmerés.
Belgrádnál – amely a 2020-as évek elején nem rendelkezett szennyvíztisztító üzemmel – a fekália és a szennyvíz tisztítatlanul kerül az élővízbe.

## Gazdasága

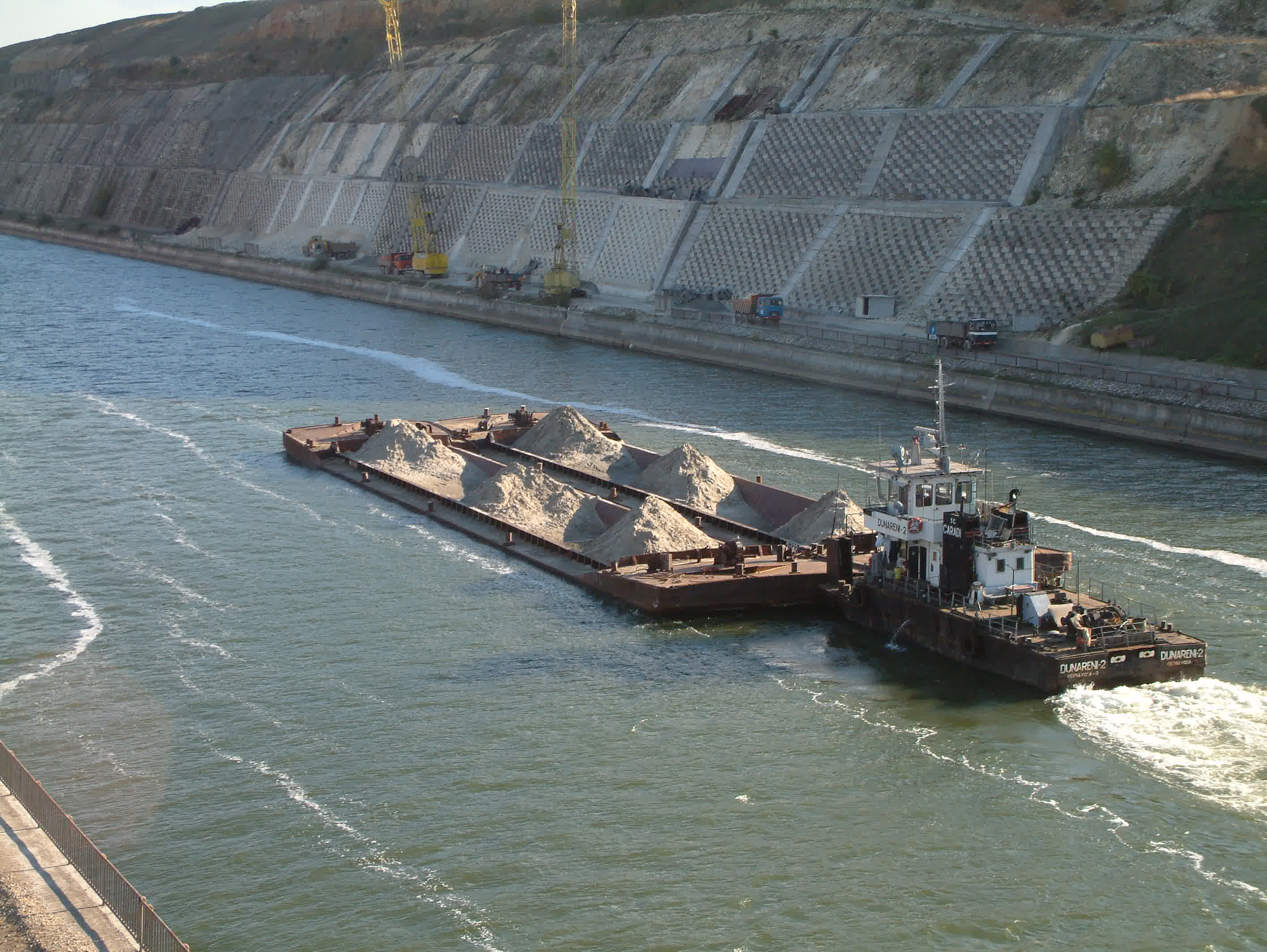
A Duna–Fekete-tenger-csatorna

### Hajózás
A Duna nemzetközi hajózási útvonal. A torkolatától Brăilaig tengeri, onnan Ulmig folyami hajókkal járható. A Duna mellett mintegy hatvan mellékfolyója is hajózható. A dunai hajózás nemzetközi jogrendjét a Budapesten székelő Duna Bizottság alakítja, és az Európai Unió Duna-stratégiája is jelentős többek között a dunai hajózás újbóli felfejlesztését tartja egyik fő céljának. Ahhoz, hogy hajózható maradjon, szükséges a megfelelő vízszint biztosítása, ezért különböző műtárgyakat építenek a mederbe. (Például: fenékküszöb, duzzasztó, zsilip.)
A hajózás megkönnyítése és gyorsítása érdekében több csatorna is kapcsolódik a Dunához, melyek közül a legjelentősebb a Rajna–Majna–Duna-csatorna, amely hatására a Duna része lett egy Sulinától Rotterdamig tartó transzkontinentális, folyami hajózási útvonalnak. Romániában található a Duna–Fekete-tenger-csatorna.
A Dunán nagy számú nemzetközi árukikötő található. Ezek közül a legnagyobbak: Sulina, Gyurgyevó, Reni, Brăila, Galați, Rusze, Belgrád, Budapest-Csepel, Dunaújváros, Komárom, Gönyű, Pozsony, Bécs, Linz, Passau.

### Ivóvíz
Közvetlenül a mederből, tisztítások után kerül a Duna vize Baden-Württemberg tartomány mintegy 30%-ában, Ulmban, Passauban, pár romániai településen. Más helyeken a víz nagy fokú szennyezettsége miatt az ivóvíz ilyen formában nem nyerhető. Elsősorban Magyarországon nagyon elterjedtek a parti szűrésű kutak, amelyek szinte az egész tágabb Duna mente, így Budapest ivóvízkészletét biztosítják.
A vízminőség javulását jelzi, hogy több mint negyven év után 2012-től újra rendszeresen megfigyelhető a dunavirágzás.

### Vízenergia
A Duna vízhozamából megújuló energiaforrásként kinyerhető vízenergiát vízerőműek hasznosítják az elektromos áramot termelő turbinák segítségével. Elsősorban a gyorsabb sodrású szakaszokon épültek ilyen létesítmények, így Németországban, Ausztriában és a Vaskapunál. Nagyobb fokú duzzasztást igényelnek a síkvidéki erőművek, mint amilyen a a szlovákiai Bősnél épült erőmű.
Németországban a 19. század végén jöttek létre az első erőművek a Dunán, például Ulmnál. Az első osztrák dunai erőmű 1959-ben Ybbs és Persenbeug között épült. Mára a kilenc dunai erőmű az ország energia ellátásának mintegy 20%-át adja.
A szlovákiai bősi erőmű az ország energiaellátásának 11-16%-át biztosítja a vízállástól függően. 1972-ben épült meg Európa legnagyobb vízierőműve a Vaskapunál két duzzasztógáttal. Szerbia energiaellátásának 37,1%-át, Romániának pedig 27,6%-át ez az egy erőmű biztosítja.

### Halászat
A múltban a Dunán jelentős halászat zajlott. A Duna környéki településeken nagy számban éltek halászok. A 19., majd a 20. században kibontakozó ipari tevékenység következményeként megnövekedett vízszennyezés miatt a halállománya rendkívül lecsökkent, így a halászat szinte teljes mértékben eltűnt a partmenti települések életéből. A jelenkorban kedvező időjárás esetén hobbihorgászok járnak ki a partokra. Egyedül a Duna-deltában maradt meg a kereskedelmi célú halászat, de ott is korlátozott.
A Vaskapu vízlépcső megépítése előtt Bécsben vizamészárszékek működtek és onnan szállították tovább szekéren a halat a francia és a lengyel piacokra. Jelentős volt a vizaállomány Budapesten is. A Vaskapu vízlépcső megépítése után a felette levő Duna szakaszra a viza már nem jut fel.

### Aranymosás
A Duna homokja 10–600 mg/m³ aranyat tartalmaz, ami a gazdaságosság határán termelhető ki. Ipari kiaknázása sosem történt, de a római kor óta folyik aranymosás a partjain. A Duna hordalékjában lévő arany legnagyobb része a Magas-Tauernből származik. Itt a kora kréta idején gránit intrúzió képződött, amelynek környezetében termésarany tartalmú kvarc telérek jöttek létre.

## Turizmusa
A Duna mind az aktív, mind a passzív kikapcsolódás egyik kedvelt helyszíne. Minden szakaszán, de leginkább a Wachaun, a magyar Dunakanyarban, a Vaskapu-szorosban és a Duna-deltánál személyszállító hajók sokasága várja a turistákat. Elsősorban Budapesten, kisebb részt Passauban, Linzben, Pozsonyban, Bécsben és Belgrádban jelentős a városnéző hajózás is. A part közelében épült számtalan idegenforgalmi látnivaló is nagy számban csábítja a turistákat.

### Vízi sportok
Az aktívabb kikapcsolódásra vágyók számára a Duna mint fürdőhely, horgászhely funkcionál. Számtalan evezős vízisportot űző amatőr vagy professzionális sportoló is feltűnik. Létezik a felsőbb szakaszon több mint kétharmadán zajló, két hónapos Nemzetközi Duna-túra is.

### Kerékpározás
A Duna mentén egyre nagyobb mértékben terjed el a kerékpározás is. Donaueschingentől Pozsonyig a jól kiépült, az EuroVelo 6. szakaszának részét képező „Donauradwanderweg”, vagy röviden „Donauradweg” mintegy 100 000 kerékpárost fogad évente, de a alsóbb szakaszain is (elsősorban a Szigetközben és Esztergomtól Budapestig) lehetőség van a biztonságos kerékpározásra.

## A Dunához köthető alkotások
- Ifj. Johann Strauss: Kék Duna keringő
- Jókai Mór: Az arany ember
- Jules Verne: A dunai hajós
- József Attila: A Dunánál
- Jancsó Miklós filmje: Kék Duna keringő
- Claudio Magris: Duna
- Esterházy Péter: Hahn-Hahn grófnő pillantása
- Gyukics Péter – dr. Träger Herbert – dr. Tóth Ernő: A Duna hídjai – a Fekete-erdőtől a Fekete-tengerig
- Gyenes Károly filmsorozata: Európa kék szalagja, a Duna

### Magyar nyelven
- Duna téma (Érdekes, ismeretterjesztő honlap)
- 3D Virtuális Panoráma – Dunapart Vácott
- Aktuális dunai vízállás idősor táblázatok Vízügy.hu – közérdekű információk
- Duna-Ipoly Nemzeti Park: Értékek és látnivalók a Dunán és árterében. Esztergom, évszám nélkül.
- Fleischer Tamás: Cápafogsor a Dunán: A dunai vízlépcső esete. Budapest, 1992 június. FLEISCHER KUTATÁSI PERIFÉRIA, BUDAPEST, SÍP U. 6.
- Danubius Fluvius
- Dunai Szigetek blog
- Baranya Sándor: Két méterrel lejjebb süllyedt a Duna (24.hu, 2020. 06. 01.)
- Dunai horgászkalauz Archiválva 2011. május 21-i dátummal a Wayback Machine-ben
- A Duna menti védett területek térképe

### Angol nyelven
- Bibliography on Water Resources and International Law See Danube River. Peace Palace Libray
- Dun.AV – The Danube Panorama Project Archiválva 2011. július 23-i dátummal a Wayback Machine-ben
- Danube Sink
- Aachtopf spring
- The Danube Delta
- Danube Basin Map (GIF – 257 KB), Map+info, PDF
- International Commission for the Protection of the Danube River
- 'The Ister': A 2840km documentary film journey up the Danube
- Danube Project Centre / Inland Waterway Transport on the Danube river
- Danube regional Project
- The Danube / Danube Tourist Commission | A River's lure Archiválva 2022. február 6-i dátummal a Wayback Machine-ben
- Map of Rhine-Danube Waterway Archiválva 2019. szeptember 17-i dátummal a Wayback Machine-ben
- WWF tanulmány a dunai hajózóútról (Vezetői összefoglaló)
- Térképtár